# Kolodîste, Babanka
Kolodîste (în ucraineană Колодисте) este o comună în raionul Babanka, regiunea Cerkasî, Ucraina, formată numai din satul de reședință.

## Demografie
Componența lingvistică a comunei Kolodîste
     Ucraineană (98,39%)
     Rusă (1,36%)
     Alte limbi (0,1%)
Conform recensământului din 2001, majoritatea populației comunei Kolodîste era vorbitoare de ucraineană (98,39%), existând în minoritate și vorbitori de rusă (1,36%).